# Charles Spearman
Charles Edward Spearman (* 10. September 1863 in London; † 17. September 1945 ebenda) war ein britischer Psychologe, der unter anderem durch seine 1904 publizierte Zweifaktorentheorie der Intelligenz bekannt wurde.

## Biografie
Charles Spearman nahm 1897 sein Studium der Psychologie bei Wilhelm Wundt in Leipzig ohne formale Qualifikationen auf. Zuvor war er 15 Jahre lang Offizier der Britischen Armee in verschiedenen Kolonialkriegen gewesen. Sein Studium wurde durch eine Einberufung in den Burenkrieg unterbrochen. 1904 promovierte er bei Wundt mit einer Untersuchung zur Raumwahrnehmung und ging anschließend zu weiteren Studien der Physiologie, Psychologie und Philosophie weiter nach Würzburg zu Oswald Külpe, dann nach Göttingen und Berlin. 
Durch seinen Austausch mit dem Psychologen William McDougall bekam er Kontakt zum University College London und wurde 1907 McDougalls Nachfolger als Dozent mit einem kleinen psychologischen Labor. 1911 wurde er dort Professor für die Philosophie des Geistes und der Logik. Mit der Schaffung einer eigenen Abteilung für Psychologie 1928 erhielt er bis zu seinem Ausscheiden 1931 den Titel Professor für Psychologie. Sein Nachfolger wurde Cyril Burt. Nach seinem Ausscheiden schrieb er eine umfangreiche Geschichte der Psychologie und lehrte noch in Chicago und Kairo. 
Seine statistischen Arbeiten wurden von seinem Kollegen, dem Biometriker Karl Pearson an der gleichen Universität, heftig kritisiert und es entwickelte sich eine lange Fehde zwischen beiden. 
1924 wurde er zum Mitglied der Royal Society gewählt, 1938 wurde er Mitglied der Leopoldina, 1943 der National Academy of Sciences.
Spearman wurde durch Francis Galton stark beeinflusst. Galton war durch seine Pionierarbeit in der Psychologie und Entwicklungskorrelationen bekannt, welche Spearman hauptsächlich als Werkzeug benutzte.
Zu seinen Schülern zählten Raymond Bernard Cattell und David Wechsler.

## Mathematische Psychologie
Charles Spearman führte – angeregt durch Francis Galton – viele statistische Methoden in die Psychologie ein und war ein wesentlicher Entwickler der „Klassischen Testtheorie“. Er stellte grundlegende Überlegungen zur Korrelationsmessung, zum Messfehler und der Zuverlässigkeit (Reliabilität) psychologischen Messens an. In seiner berühmten Untersuchung der Intelligenz von 24 Dorfschulkindern zeigte er die Begrenzung der Korrelation durch die Zuverlässigkeit der Einzeltests auf. Bei bekannter Zuverlässigkeit der Einzeltests lässt sich dieser Einfluss herausrechnen.
- Spearmans Rho (Spearmans Rangkorrelationskoeffizient): Ein verteilungsfreies (non-parametrisches) Korrelationsmaß für Daten auf Rangskalenniveau. Damit kann auch der Zusammenhang von Daten aus Rangfolgen miteinander berechnet werden. Grundlage ist der Pearsonsche Produkt-Moment-Korrelationskoeffizient, in den Rangplätze eingesetzt werden. Er kann bei gebundenen Rängen nicht sinnvoll angewendet werden, sondern nur bei halbwegs gleichen oder zufällig verteilten Rangabständen.

- Spearman-Brown-Formel (Spearman-Brown-prophecy-formula): In der Untersuchung der Zuverlässigkeit (Reliabilität) psychologischer Messungen wird noch heute die Spearman-Brown-Formel verwendet: Um die innere Konsistenz eines Tests zu überprüfen, werden nach der Split-Half-Methode (Testhälften müssen parallel sein) die einzelnen Testaufgaben (Items) abwechselnd zwei Gruppen zugeordnet, die anschließend miteinander korreliert werden. Diese Korrelation unterschätzt aber die innere Konsistenz, da der wirkliche Test ja doppelt so lang ist. Auf dieser Grundlage kann aber mit der Spearman-Brown-Formel die Reliabilität des Gesamttests geschätzt werden. Allgemeiner kann mit dieser Formel geschätzt werden, welche Auswirkungen eine Verkürzung oder Verlängerung des Tests auf seine Zuverlässigkeit hat. Ebenso wird die Formel in der Untersuchung der Urteilerübereinstimmung eingesetzt.

In seiner Untersuchung von 1904 legte er erstmals zusammenhängend das Konzept der Faktorenanalyse dar, auch wenn Karl Pearson bereits Grundideen dazu entwickelt hatte. Seine Methode nennt sich die der tetradischen Differenzen. Diese Ideen wurden 1909 von Cyril Burt weitergetrieben. Louis Leon Thurstone übte 1931 grundlegende Kritik an Spearmans Intelligenztheorie und Methode und entwickelte eine multiple Faktorenanalyse (Zentroidmethode), mit der er zu anderen Ergebnissen kam.

## Intelligenzforschung
Spearman verglich die Leistungen von Menschen in verschiedenen Leistungstests und stellte fest, dass diejenigen, die in einem Test gut waren, tendenziell auch in anderen Tests gut abschnitten. Deshalb nahm er eine ‚einheitliche Fähigkeit’ der Intelligenz an, die allen intellektuellen Leistungen zugrunde liegt. Sie drückte sich in einem Allgemeinen Faktor (genannt „Generalfaktor“ oder „g-Faktor“) aus, der ein Maß der allgemeinen und angeborenen „geistigen Energie“ sein sollte. Bei der Bearbeitung der verschiedenen Tests kommen zusätzlich noch jeweils spezifische, voneinander unabhängige Fähigkeiten zum Tragen: die s-Faktoren (z. B. verbale Fertigkeiten, räumliche Vorstellungskraft). Diese Zwei-Faktoren-Theorie der Intelligenz untermauerte er durch die Ergebnisse seiner Faktorenanalysen. Allerdings konnten in Folgeuntersuchungen die behauptete Unabhängigkeit der s-Faktoren nicht bestätigt werden. Deshalb sprach Spearman später auch von Gruppenfaktoren, die mehreren Leistungen gemeinsam zugrunde liegen – ohne die Grundaussagen seiner Intelligenztheorie aufzugeben.
Louis Leon Thurstone kritisierte diese Theorie als Artefakt der zugrundeliegenden Methode und isolierte  mit seinen Tests und seiner Faktorenanalyse sieben relativ unabhängige Faktoren geistiger Fähigkeiten (primary mental abilities). 
Raymond Bernard Cattell versuchte das Spearmansche Modell in einem hierarchischen Modell der Intelligenz zu bewahren, indem er zwei Faktoren zweiter Ordnung ermittelte. Die fluide Intelligenz bezeichnet dabei die aktuelle Fähigkeit, schnell und effizient mit neuen Herausforderungen umzugehen und die kristalline Intelligenz mehr die strategische Wissens- und Erfahrungskomponente intelligenten Handelns. 
Bis heute allerdings hält die Diskussion um diese Grundkonzepte der Intelligenz an  (Intelligenzquotient).

## Schriften (Auswahl)
- 1904a: The proof and measurement of association between two things, American Journal of Psychology 15, 72–101
- 1904b:  ‘General intelligence’ objectively determined and measured, American Journal of Psychology 15, 201–293
- 1907: Demonstration of formulae for true measurement of correlation, American Journal of Psychology
- 1910: Correlation calculated from faulty data, British Journal of Psychology, 3, 271–295.
- 1914: The theory of two factors, Psychological Review, 21, 101–115
- 1923: The nature of intelligence and the principles of cognition, (1922?)
- 1927: The abilities of man, their nature and measurement
- 1930: G and after – a school to end schools
- 1930: Creative mind
- 1930: Autobiographie in: Murchinson, C. (Ed.): A history of psychology in autobiography. Vol. 1 Worcester (Mass.), 1930, 299–333
- 1937: Psychology down the ages, (2 Bde.)
- 1951: Human abilities, (Koautor L. W. Jones)